# 司马光墓
司马光墓位于中国山西省夏县城北15公里鸣条冈，是北宋政治家、史学家司马光的墓地，1988年被列为第三批全国重点文物保护单位。

## 历史
1957年，司马光墓被公布为山西省第一批文物古迹保护单位。文化大革命时期（1966-1976年），墓中余庆禅院大殿内的佛像、护法力士和罗汉像遭到破坏，1968年雷击毁大殿东梢间，没能及时修复，东山墙佛台上的8 尊罗汉中的五尊被淋毁，东墙壁画亦毁。

## 建筑
余庆禅院大殿前檐柱头铺作用八瓣海棠栌斗，为古建筑中的孤例。殿内的彩塑佛像均有胡须，在唐代以后相当罕见。